# Sosícrates Fanagorites
Sosícrates Fanagorites (Sosicrates Phanagorites, Σωσικράγης) fou un escriptor grec. Ateneu de Naucratis esmenta la seva obra Ἠοῖοι. No s'assenyala l'època en què va viure.